# Goo (motore di ricerca)
goo (stilizzata senza maiuscola) è un portale web e motore di ricerca internet con sede in Giappone, che esegue la scansione e l'indicizzazione principalmente siti web in lingua giapponese. goo è gestito dalla giapponese NTT Resonant, controllata dalla NTT Communications.